# تجارة

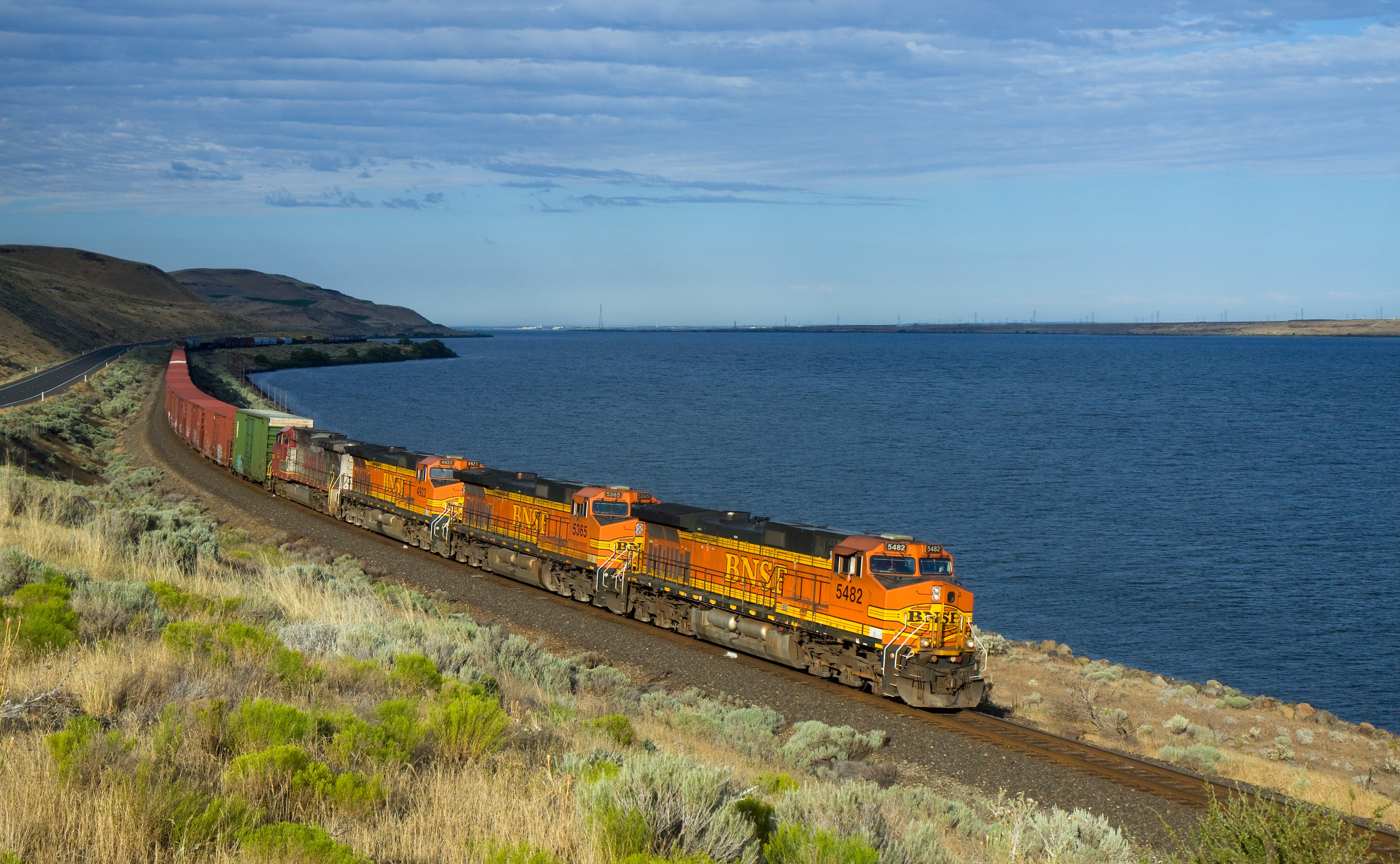
نقل البضائع بالقطار - ولاية واشنطن.

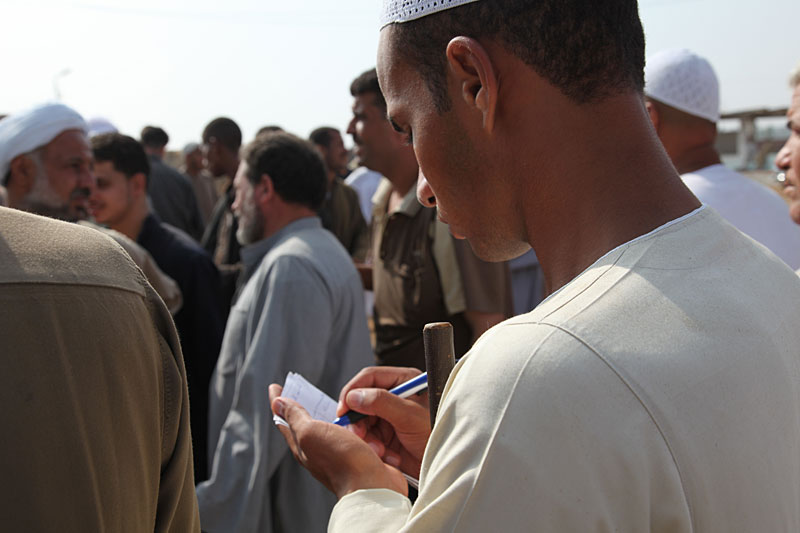
سوق الجمال - برقاش - إمبابة - الجيزة

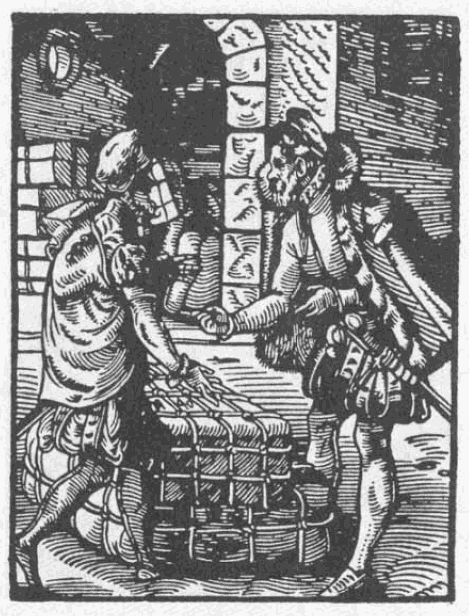
التجارة في ألمانيا، القرن السادس عشر الميلادي

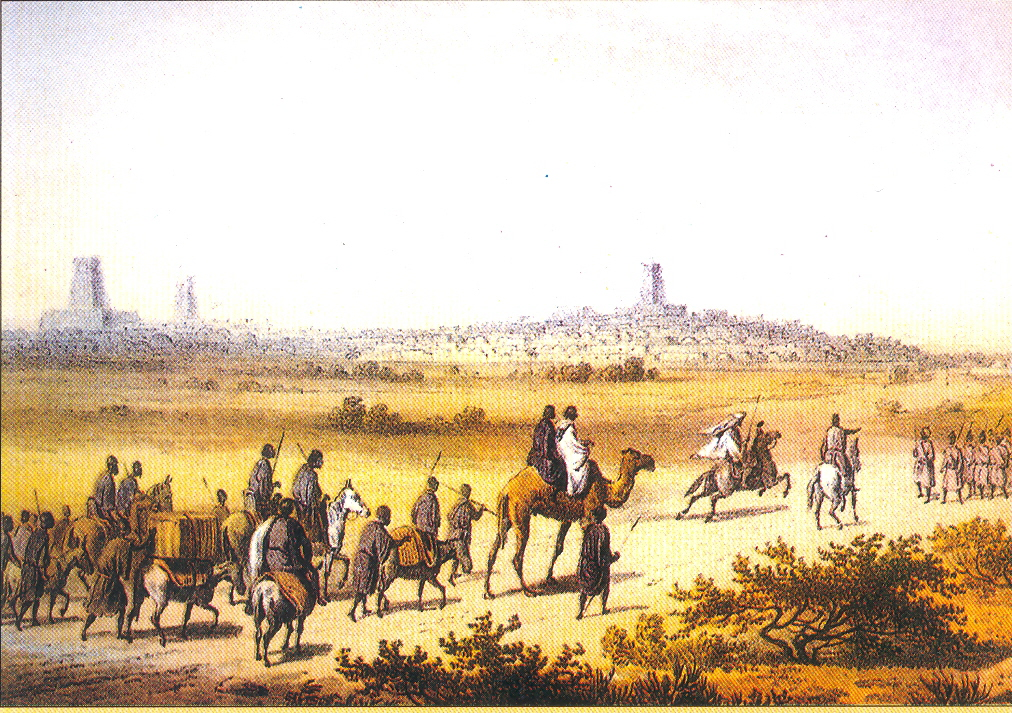
ظلت التجارة عبر الصحراء الكبرى ذات أهمية اقتصادية فائقة لبلاد إفريقية والسودان حتى بروز التجارة المحيطية.

تنطوي التجارة على نقل السلع من شخص أو كيان إلى آخر، وغالبًا ما يكون ذلك لقاء المال. يشير علماء الاقتصاد إلى النظام أو الشبكة التي تسمح بالتجارة على أنها سوق.
شهد واحد من أشكال التجارة المبكرة، وهو الاقتصاد المجاني، تبادل السلع والخدمات من دون اتفاق صريح على مكافآت مباشرة أو مستقبلية. انطوى الاقتصاد المجاني على تبادل الأشياء من دون استخدام المال. يتفاوض التجار المعاصرون عمومًا بواسطة وسيلة تبادل ما، مثل المال. وبالنتيجة، يمكن فصل الشراء عن المبيع، أو الكسب. بسّط اختراع المال (ولاحقًا الائتمان المصرفي والعملة الورقية والعملة الرقمية) التجارة وعززها إلى حد بعيد. تُسمى التجارة بين تاجرين بالتجارة ثنائية الأطراف، في حين تُسمى التجارة التي تتضمن أكثر من تاجرَين بالتجارة متعددة الأطراف.
من إحدى وجهات النظر الحديثة، توجد التجارة بسبب تخصيص العمل وتقسيمه، وهو شكل سائد من أشكال النشاط الاقتصادي حيث يركز الأفراد والمجموعات على جانب صغير من الإنتاج، لكن يستخدمون ناتجهم في المقايضة بمنتجات وحاجيات أخرى. توجد التجارة بين المناطق لأن المناطق المختلفة قد تتمتع بأفضلية مقارنة (متصورة أو حقيقية) في إنتاج بعض السلع الأساسية القابلة للمتاجرة، بما فيها إنتاج الموارد الطبيعية النادرة أو المحدودة في أماكن أخرى. مثلًا: يمكن أن تشجع حجوم المناطق المختلفة على الإنتاج الكبير. في مثل هذه الظروف، يمكن للتجارة على أساس سعر السوق بين المواقع أن تعود بالنفع على كلا الموقعين.
تتألف تجارة التجزئة من بيع السلع أو البضائع من موقع ثابت جدًا (مثل متاجر التجزئة والبوتيكات والأكشاك)، عبر الإنترنت أو عبر البريد، في قطع فردية أو صغيرة للاستهلاك المباشر أو ليستخدمها المشتري. البيع بالجملة هو المتاجرة بالسلع التي تباع بصفة بضائع لتجار التجزئة، أو لمستخدمي الأعمال الصناعية أو التجارية أو المؤسساتية أو غيرهم من مستخدمي الأعمال المهنية أو لتجار الجملة الآخرين والخدمات التابعة ذات الصلة.
تاريخيًا، ازداد الانفتاح على التجارة الحرة ازديادًا كبيرًا في بعض المناطق منذ عام 1815 وحتى اندلاع الحرب العالمية الأولى في عام 1914. ازداد الانفتاح ثانيةً في عشرينيات القرن الماضي لكنه هبط (ولا سيما في أوروبا وأمريكا الشمالية) خلال الكساد الكبير في الثلاثينيات. ثم عاد الانفتاح التجاري إلى الزيادة مرة أخرى منذ الخمسينيات فصاعدًا (على الرغم من تباطئه في إبان أزمة النفط في السبعينيات). يدعي علماء الاقتصاد والمؤرخين الاقتصاديين أن المستويات الحالية من الانفتاح التجاري هي الأعلى في تاريخها.

## أصل الكلمة
تأتي كلمة تجارة (trade) من اللغة الإنجليزية الوسطى وتعني («درب، مسار التعامل»)، والتي أُدخلَت إلى الإنجليزية عبر التجار الهانزيين من اللغة الألمانية الدنيا الوسطى وتعني فيها («طريق، مسار»)، ومن كلمة (trada) الساكسونية القديمة وتعني («أثر، طريق»، ومن الجرمانية البدائية (tradō) وتعني («طريق، درب»)، ومن نفس جذر كلمة (tredan) من اللغة الإنجليزية القديمة والتي تعني («أن تخطو»).
كلمة تجارة (Commerce) مشتقة من الكلمة اللاتينية (commercium) التي ترجع إلى الجذرين (cum) ويعني «معًا» و (merx) ويعني «بضاعة».

## تاريخها

### عصور ما قبل التاريخ
نشأت التجارة من التواصل البشري في عصور ما قبل التاريخ. كانت المتاجرة الوسيلة الرئيسة لشعوب ما قبل التاريخ، الذين كانوا يتبادلون السلع والخدمات بين بعضهم في اقتصاد مجاني قبل ابتكار العملة المعاصرة. يرجع بيتر واتسون تاريخ التجارة بعيدة المدى إلى 150.000 عام مضى تقريبًا.
في منطقة البحر الأبيض المتوسط، ضم أول اتصال بين الحضارات أفرادًا من نوع الإنسان العاقل، وكانوا يستخدمون بصورة أساسية نهر الدانوب، في وقت يبدأ في 35.000 – 30.000 ق.ح.
يتتبع البعض أصل الإتجار إلى بداية الصفقات في عصور ما قبل التاريخ. بصرف النظر عن الاكتفاء الذاتي التقليدي، صارت التجارة وسيلة أساسية لشعوب ما قبل التاريخ، الذين كانوا يقايضون ما لديهم مقابل سلع وخدمات من بعضهم بعضًا.

### التاريخ القديم
يُعتقد أن التجارة كانت تجري عبر معظم التاريخ البشري المسجل. ثمة أدلة على تبادل السَبَج والصوان في خلال العصر الحجري. يُعتقد أن تجارة السبَج قد حدثت في غينيا الجديدة منذ عام 17.000 ق.م.
يرجع أول استخدام للسبَج في الشرق الأدنى إلى العصر الحجري القديم الأدنى والأوسط.
                                                        --- تاكاهيتو أمير ميكاسا
تحرى روبرت كار بوسانكيه التجارة في العصر الحجري عبر التنقيب في عام 1901. يُعتقد أن التجارة بدأت في جنوب غرب آسيا.
تقدم الأدلة الأثرية على استخدام السبج بيانات حول كون هذه المادة خيارًا تلقى تفضيلًا متزايدًا على الصخر الصواني من أواخر العصر الحجري الوسيط إلى العصر الحجري الحديث، ما يستلزم أن التبادل باستخدام ودائع من السبج أمر نادر في منطقة البحر الأبيض المتوسط.
يُعتقد أن السبج كان يقدم المادة اللازمة لصناعة أدوات أو معدات القطع، وعلى الرغم من ذلك، وُجد بالنظر لتوفر مواد أخرى يسهل الحصول عليها أكثر، أن استخدامه كان حكرًا على المراتب العليا في القبيلة التي تستخدم «صوان الرجل الثري». ومن المثير للاهتمام أن السبج قد حافظ على قيمته بالنسبة إلى الصوان.
تاجر التجار الأوائل بالسبج على مسافات بلغت 900 كيلومترًا ضمن منطقة البحر المتوسط.
كانت التجارة في منطقة البحر الأبيض المتوسط خلال العصر الحجري الحديث لأوروبا في أعلى مستوياتها في هذه المادة. كانت الشبكات موجودة منذ نحو عام 12.000 ق.م. كانت الأناضول المصدر الأساسي للتجارة مع بلاد الشام وإيران ومصر وفقًا لدراسة زارينس في العام 1990. أنتجت مصادر ميلوس وليباري واحدة من أكثر التجارات انتشارًا في منطقة البحر المتوسط كما هو معروف بالنسبة لعلم الآثار.
كان منجم ساري آي سانغ في جبال أفغانستان المصدر الأكبر للازورد. كانت تجارة هذه المادة في ذروتها خلال الفترة الكيشية في بابل في نحو عام 1595 ق.م.

### التجارة اللاحقة

#### البحر المتوسط والشرق الأدنى
كانت إبلا مركزًا تجاريًا بارزًا في الألفية الثالثة، وتمتعت بشبكة بلغت الأناضول وشمال بلاد الرافدين.
قامت تجارة المواد المستخدمة في صناعة المجوهرات مع مصر منذ عام 3000 ق.م. ظهرت طرقات التجارة طويلة المدى في البداية في الألفية الثالثة ق.م، وقتما أقام السومريون في بلاد الرافدين تجارة مع حضارة هارابا في وادي السند. كان الفينيقيون تجارًا بحريين بارزين، وكانوا يسافرون عبر البحر المتوسط ويبحرون شمالًا حتى بلغوا بريطانيا بحثًا عن موارد القصدير لصناعة البرونز. أسسوا لهذه الغاية مستعمرات تجارية سماها اليونانيون بالإمبوريات (المخازن التجارية). على طول ساحل البحر الأبيض المتوسط، وجد الباحثون علاقة إيجابية بين مدى ارتباط الموقع الساحلي والإنتشار المحلي للمواقع الأثرية من العصر الحديدي. يشير هذا إلى أن الإمكانات التجارية للموقع كانت عاملًا محددًا مهمًا للمستوطنات البشرية.

## اقرأ أيضا
- قانون تجاري
- نظرية الألعاب
- تجارة إلكترونية
- صندوق سلف
- لوجستية
- منظمة التجارة العالمية
- تجارة المعاوضة